# 富只駅
富只駅（プジえき、朝鮮語: 부지역）は朝鮮民主主義人民共和国慈江道城干郡にある駅で、満浦線に属する。 

## 隣の駅
満浦線
新清駅 - 富只駅 - 公仁駅